# Oameni ca noi
Oameni ca noi (titlu original: People Like Us) este un film american dramatic din 2012 regizat de Alex Kurtzman (debut regizoral). Filmul a fost scris de Kurtzman, Roberto Orci și Jody Lambert. Rolurile principale au fost interpretate de actorii Chris Pine, Elizabeth Banks, Olivia Wilde, Michael Hall D'Addario și Michelle Pfeiffer.

## Prezentare
În timp ce se ocupă de averea tatălui său recent decedat, un vânzător descoperă că are o soră despre care nu a știut niciodată, ceea ce îi face pe ambii frați să-și reexamineze percepțiile despre familie și alegerile din viață.

## Distribuție
- Chris Pine ca Sam Harper[6] – fiul lui Jerry – fratele lui Frankie
- Elizabeth Banks - Frankie Davis[7] – mama lui Josh – sora lui Sam
- Olivia Wilde -  Hannah[8] – iubita lui Sam
- Michael Hall D'Addario - Josh Alan Davis – fiul lui Frankie – nepotul lui Sam
- Michelle Pfeiffer - Lillian Harper[9] – mama lui Sam
- Mark Duplass - Ted[10] – vecin
- Phillip Baker Hall - Ike Rafferty – avocat imobiliar
- Jon Favreau - Richards[11] – șeful lui Sam
- Sara Mornell - Dr. Amanda – psihiatru